# Kossuth (hajó)
A Kossuth, eredeti nevén Ferencz Ferdinánd főherczeg egy 1913-ban gyártott magyar lapátkerekes gőzhajó, egyike azon kevés ilyen járműnek, amelyet megőriztek az utókor számára. Jelenleg Budapesten áll kikötve Kossuth Múzeumhajóként, mint a Közlekedési Múzeum kiemelten fontos műtárgya és kiállítóhelye, ugyanakkor egy étterem is működik rajta.

## Története
A Kossuth 1913-ban épült az újpesti Ganz és Társa-Danubius Villamossági-, Gép-, Waggon- és Hajógyárban, a Magyar Királyi Folyam- és Tengerhajózási Rt. részére. Eredeti nevét Ferenc Ferdinánd főhercegről (1863–1914), az Osztrák–Magyar Monarchia akkori trónörököséről kapta (régies írásmóddal Ferencz Ferdinánd főherczeg). 1919-ben Rigóvá, 1930-ban Leányfaluvá nevezték át. 1944 és 1946 között Ausztriában tartották. 1953-ban az Újpesti Hajójavító Műhely átépítette, 1955-ben pedig ismét átnevezték Kossuth Lajosról, Kossuth-tá.  
65 évnyi szolgálat után 1978-ban vonták ki a forgalomból. Számos régi gőzhajóval ellentétben nem vágták szét, hanem a Ganz Danubius Hajó- és Darugyár az óbudai gyáregységben ismét felújította. A forgalomba nem került vissza, hanem 1984-ben a Közlekedési Múzeum műtárgyai közé jegyezték be. 1985-től a pesti rakpart mellett, Budapest legrégebbi hajóállomásán, a Vigadó téri hajóállomás 2. számú ponton horgonyoz. A múzeumi funkciók mellett (hajózástörténeti kiállítást rendeztek be) egy étterem is (Vénhajó Étterem) üzemel rajta. 
A hajót üzemeltetők külön honlapot működtetnek a Kossuth-tal kapcsolatban, amelyen a jelenlegi funkciójával kapcsolatban következő olvasható:
„A száznégy éves műemlék Kossuth hajó az egyetlen eredeti formájában fennmaradt termes személygőzös Magyarországon. Fedélzetén a hajózás számos érdekes relikviája megtalálható, így a jármű teljes egészében megmaradt gőzgépe és lapátkereke, valamint a gőzműködtetésű kormányszerkezet is. A kiállításban az egykori hajózási társaságok díszegyenruhái és díszkardjai mellett olyan hajós relikviák is megtalálhatóak, mint például a parancsjelző telegráf. A századfordulós hangulatot pedig egy korabeli bútorokkal berendezett kabin hozza vissza. A Közlekedési Múzeum szándéka, hogy az egyedülálló értéket képviselő múzeumhajóra ezzel a kiállítással és terveik szerint a későbbiekben itt megvalósuló programokkal is felhívják a figyelmet.”

## Képtár

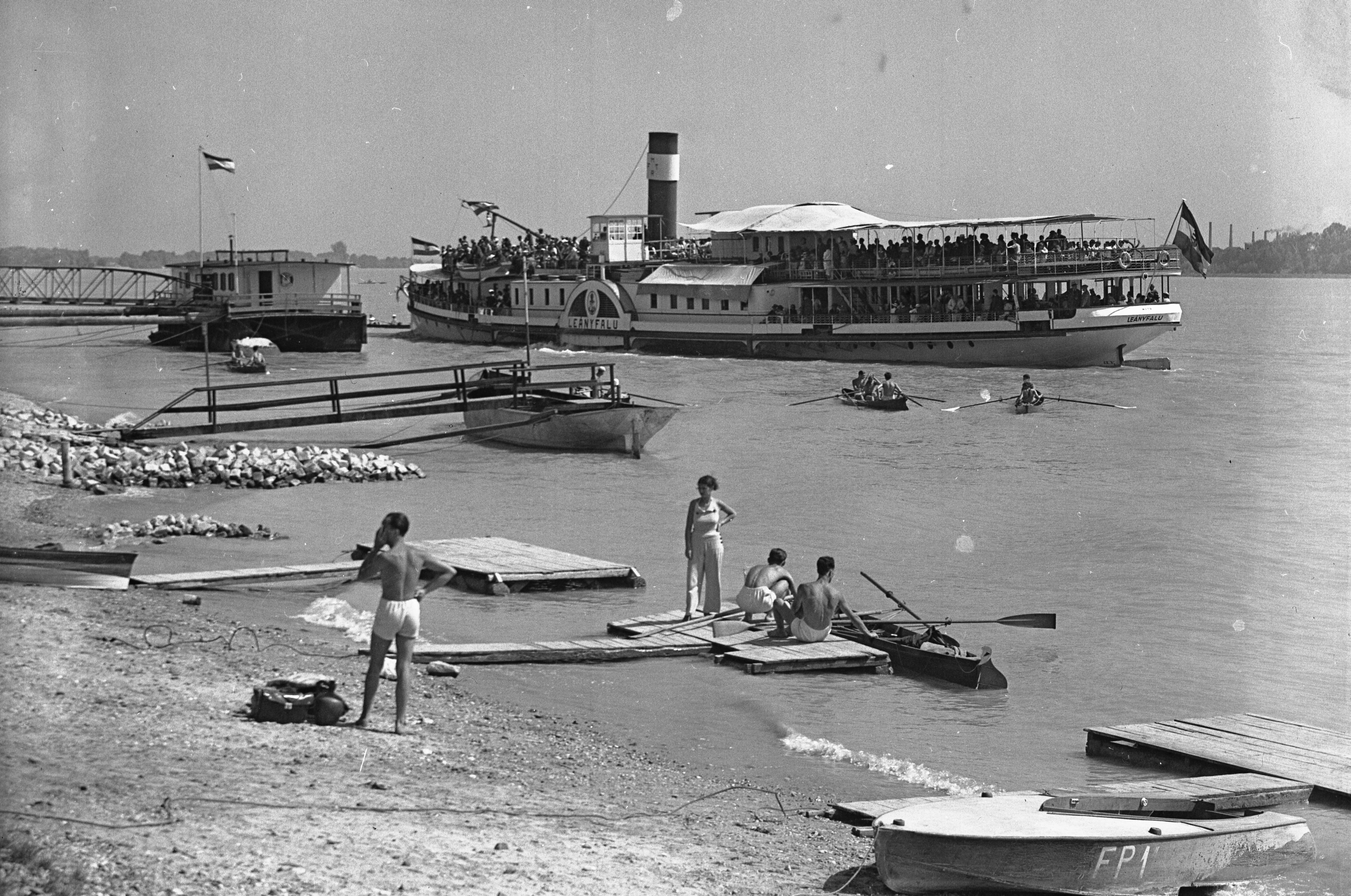
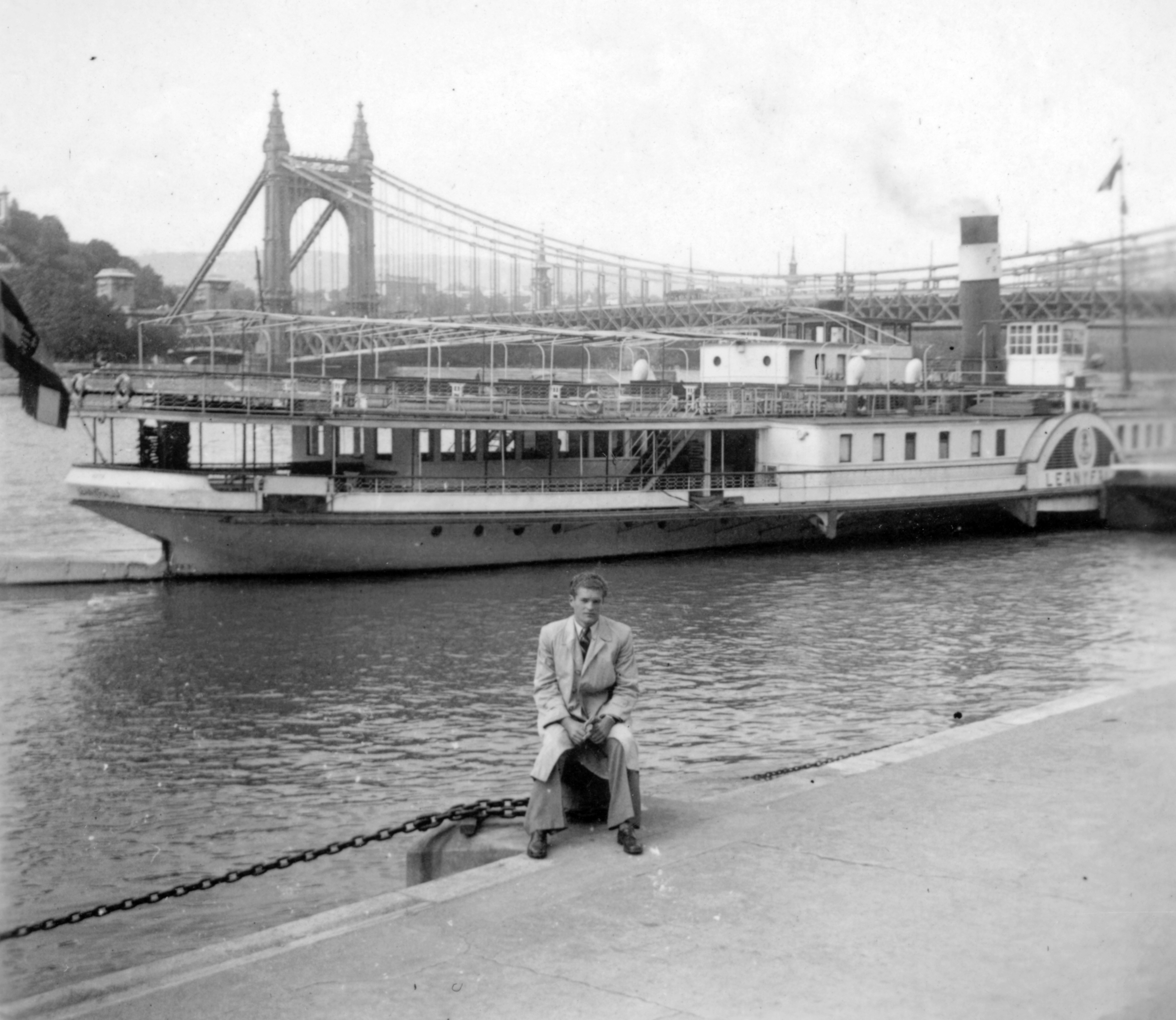
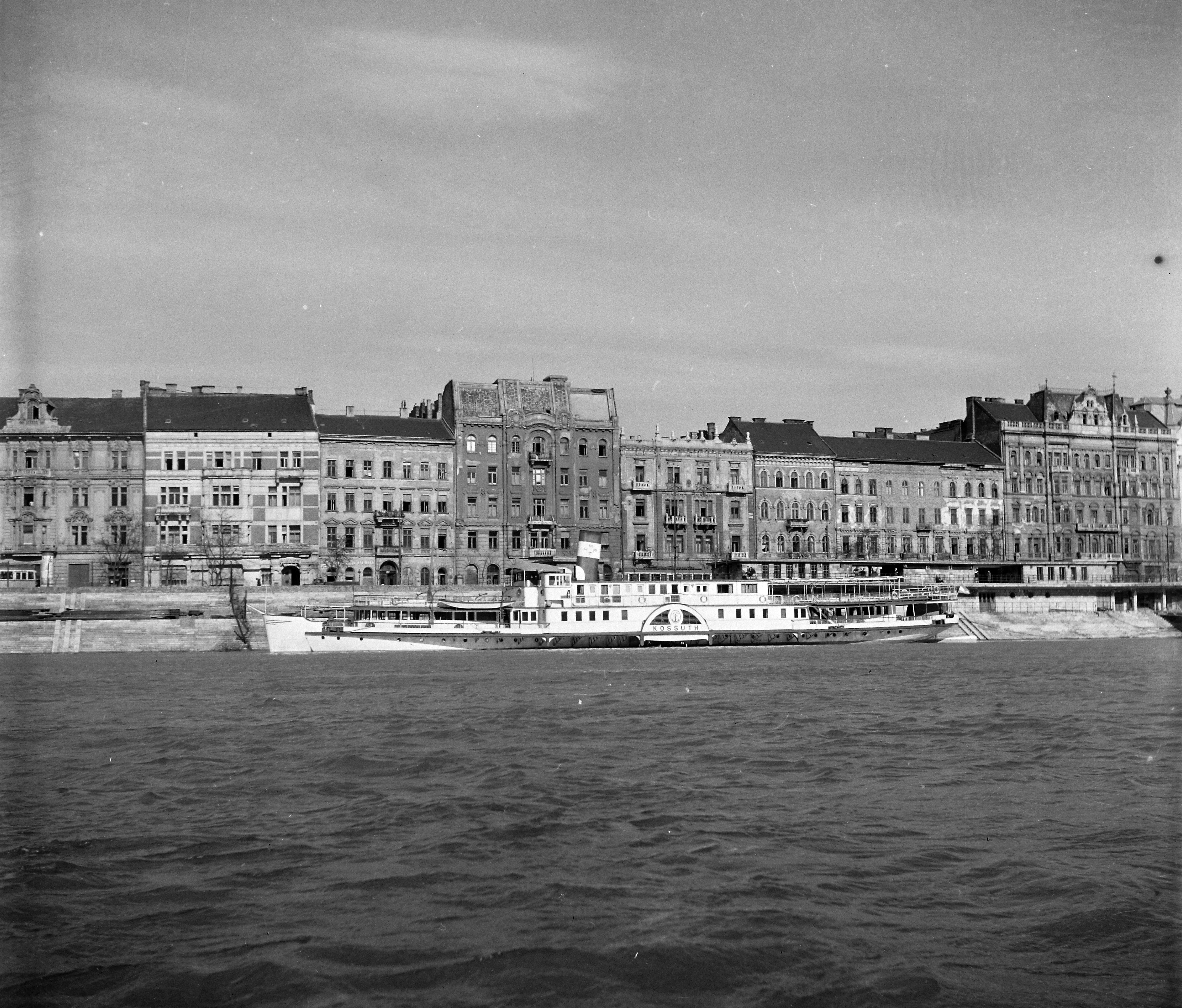
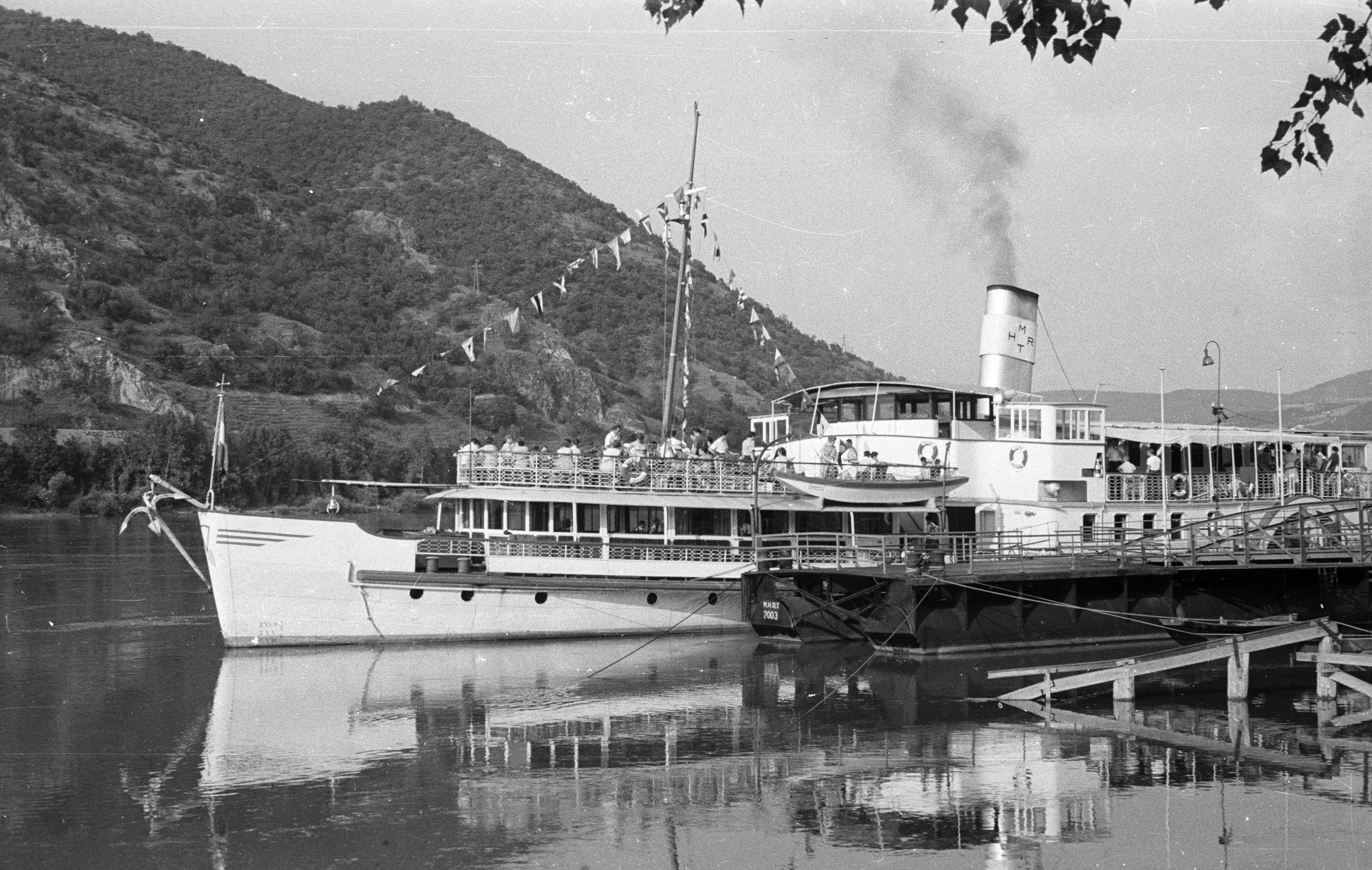
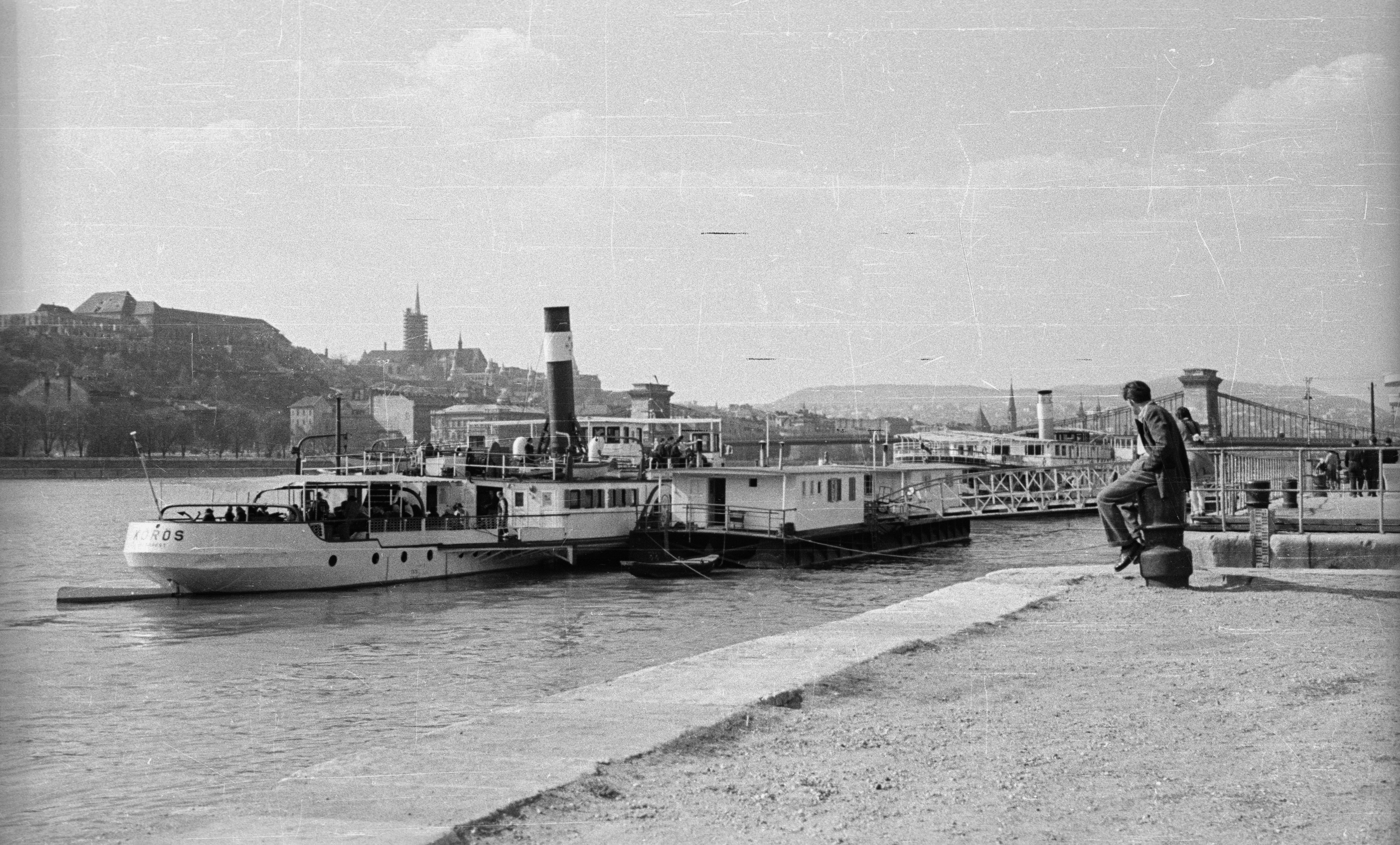
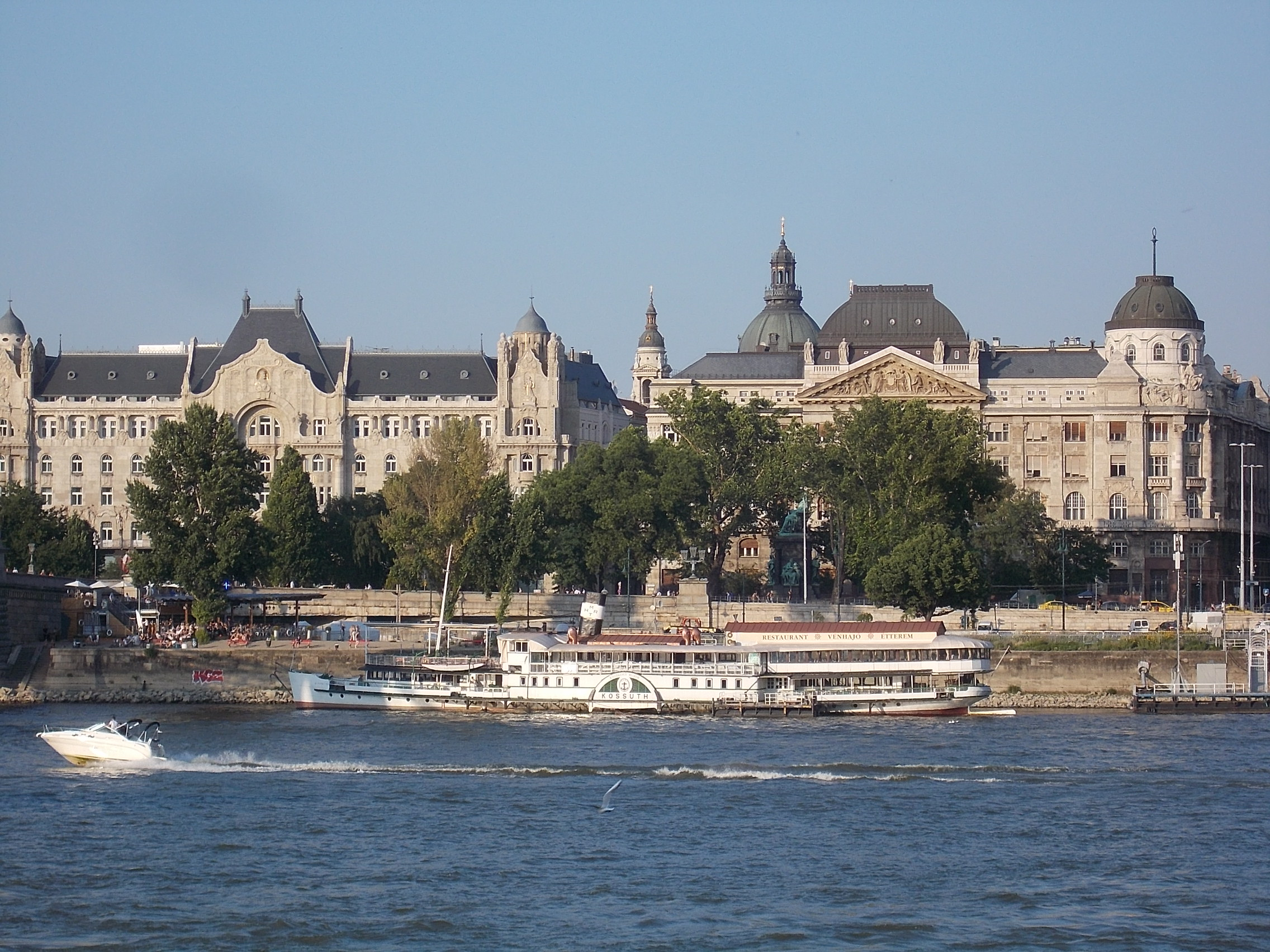
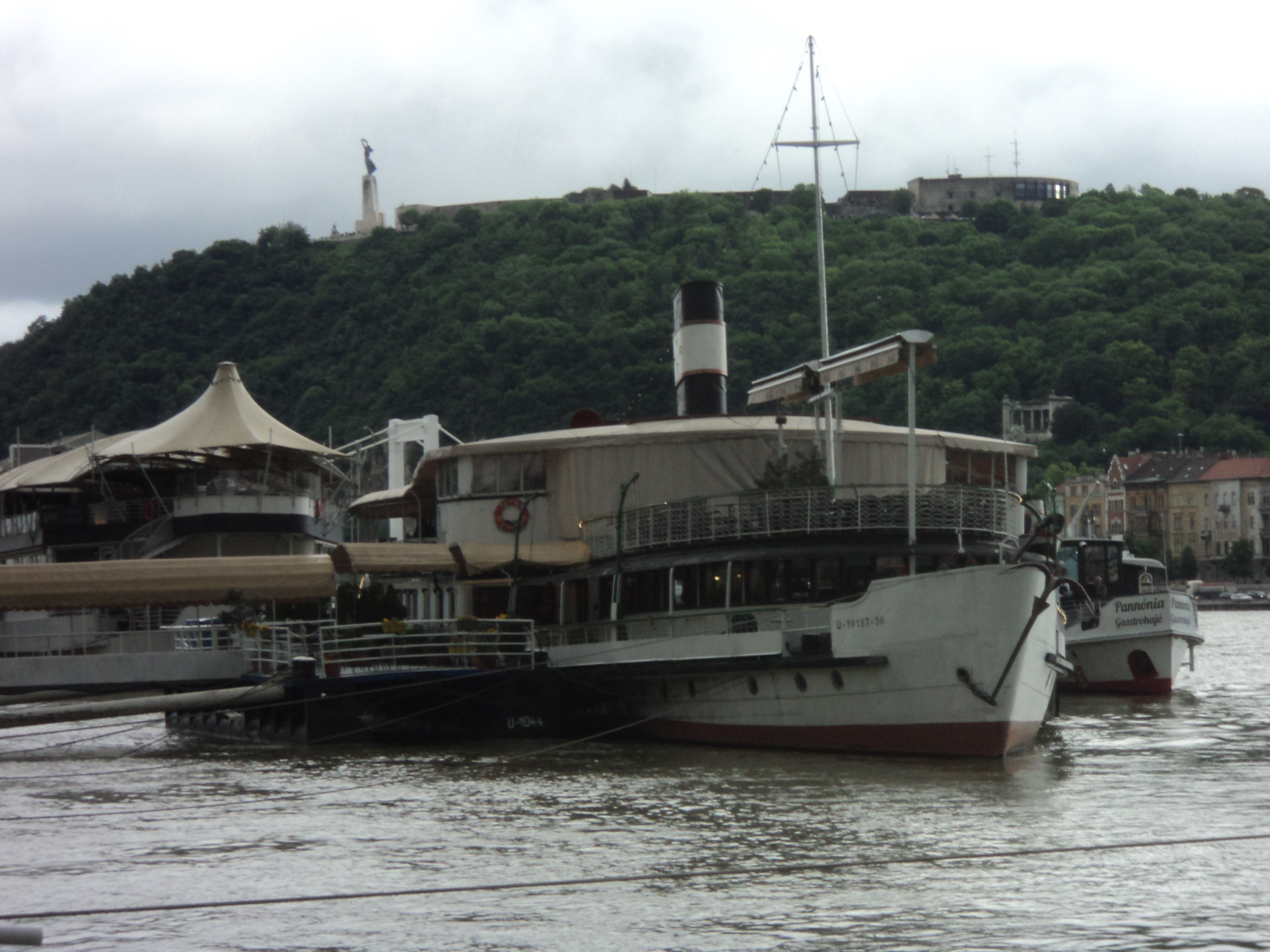